# Heinrich von Heß

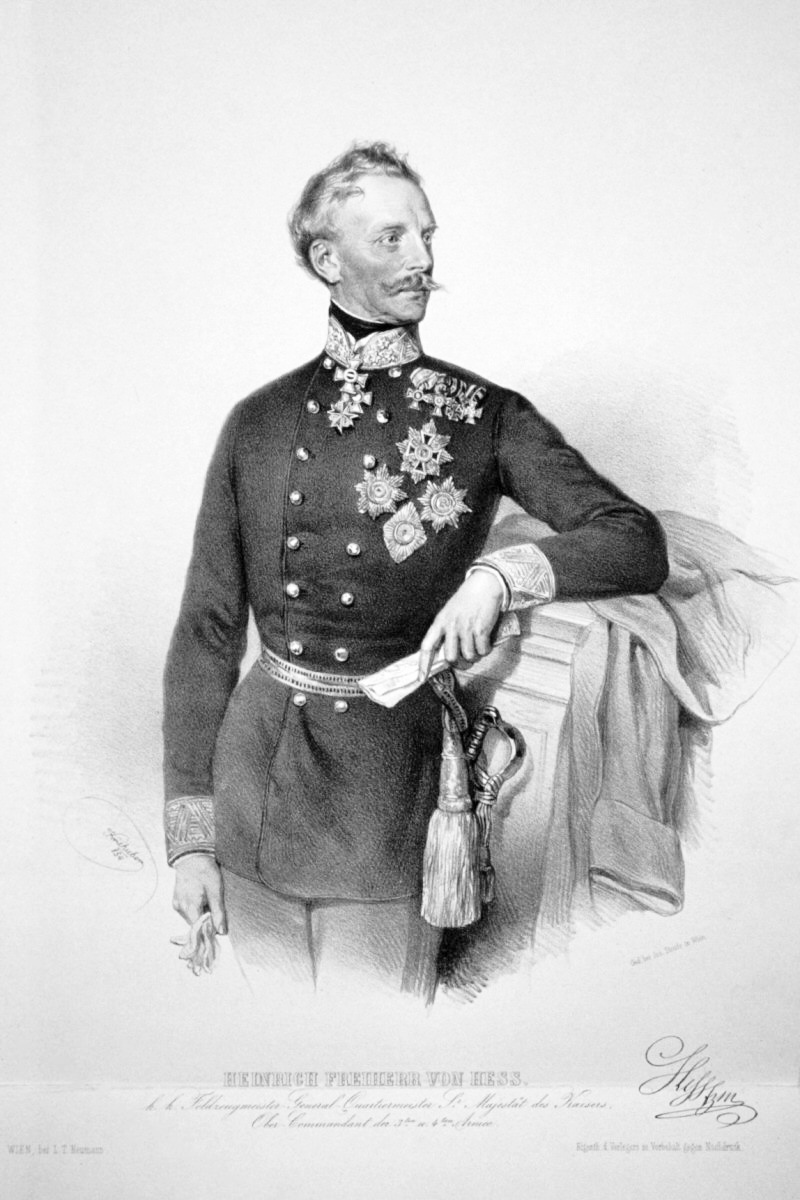
Heinrich Freiherr von Heß, desenat de Joseph Kriehuber, 1854

Heinrich Hermann Josef Freiherr von Heß (1788-1870), Feldzeugmeister imperial austriac, s-a înrolat în armată în 1805 și curând a fost numit ofițer de stat major pentru supravegherea lucrărilor.
S-a distins ca subaltern la Aspern și Wagram și, în 1813, în calitate de căpitan, a servit din nou în statul major. În 1815, s-a aflat împreună cu Schwarzenberg. Fusese, în intervalul dintre cele două războaie, angajat drept comisar militar în Piemont iar după semnarea păcii și-a reocupat postul, dobândind cunoștințe care mai târziu se vor dovedi neprețuite pentru armata austriacă.
În 1831, atunci când Radetzky a devenit comandant suprem în Italia austriacă, acesta l-a desemnat pe Heß în funcția de șef al statului său major. Aceasta a fost prima conexiune dintre doi soldați faimoși care, precum cea între Blücher și Gneisenau, este un exemplu clasic de cooperare armonioasă dintre comandant și șeful de stat major. Heß a pus în practică ideile militare ale lui Radetzky, în forma unor noi antrenamente pentru fiecare armată și, sub supravegherea lor, armata austriacă din nordul Italiei, mereu pe picior de război, a devenit cea mai bună din Europa. Din 1834 până în 1848 Heß a mai fost delegat și în Moravia, la Viena, etc., însă, odată cu izbucnirea revoluției și a războiului, a fost trimis de îndată la Radetzky pentru a prelua funcția de șef de stat major.
În cele două campanii împotriva regelui Carol Albert care au urmat, culminând cu victoria de la Novara, asistența acordată de către Heß superiorului său a fost cu atât mai valoroasă datorită cunoștințelor sale asupra inamicului, iar bătrânul feldmareșal i-a recunoscut serviciile. Locotenent-feldmareșalul Heß a fost promovat imediat în gradul de Feldzeugmeister și numit membru al consiliului împăratului, Freiherr von Heß asumându-și în același timp îndatoriri de general responsabil cu aprovizionarea armatei. Anul următor a devenit șeful statului major al împăratului.
Adeseori, s-a apelat la serviciile acestuia în cazul misiunilor din diferite capitale și a fost prezent în 1854 în fruntea armatei austriece care a intervenit atât de eficient în Războiul Crimeii. În 1859 a fost delegat în Italia pentru a contracara înfrângerile anterioare. A devenit Feldzeugmeister în 1860 și, un an mai târziu, după ce a demisionat din funcția de șef de stat major, a fost desemnat căpitan al gărzii Trabant. A murit la Viena în 1870.